# Atletiek op de Olympische Zomerspelen 2012 – 1500 meter mannen

Officiële video

De 1500 meter mannen op de Olympische Zomerspelen 2012 in Londen vond plaats op vrijdag 3 augustus (series), zondag 5 augustus (halve finales) en dinsdag 7 augustus 2012 (finale). Regerend olympisch kampioen was Asbel Kiprop uit Kenia, die ditmaal in de finale als twaalfde en laatste over de streep ging. De Algerijn Taoufik Makhloufi won de gouden medaille. Zijn deelname was enige tijd onzeker, nadat de Internationale Atletiek Federatie (IAAF) besloten had hem uit te sluiten van verdere deelname aan de Olympische Spelen omdat hij zich maandag niet genoeg ingespannen zou hebben in de series van de 800 meter. Makhloufi was gedwongen uit te komen op de 800 meter, omdat zijn eigen federatie had verzuimd hem tijdig uit te schrijven voor die afstand. De IAAF besloot de uitsluiting na een heroverweging ongedaan te maken.

## Records
Voorafgaand aan het toernooi waren dit het wereldrecord en het olympisch record.
| Wereldrecord     | Hicham El Guerrouj | 3.26,00 | Rome   | 14 juli 1998      |
| Olympisch record | Noah Ngeny         | 3.32,07 | Sydney | 29 september 2000 |

## Uitslagen

### Series
De eerste zes lopers van iedere heat plaatsten zich direct voor de halve finales; daarnaast plaatsten ook de zes tijdsnelsten zich.
Heat 1
| Rang | Naam                 | Land | Tijd    | Opmerking |
| ---- | -------------------- | ---- | ------- | --------- |
| 1    | Taoufik Makhloufi    | ALG  | 3.35,15 | Q         |
| 2    | Mekonnen Gebremedhin | ETH  | 3.36,56 | Q         |
| 3    | Asbel Kiprop         | KEN  | 3.36,59 | Q         |
| 4    | Ross Murray          | GBR  | 3.36,74 | Q         |
| 5    | Mohamad Al-Garni     | QAT  | 3.36,99 | Q         |
| 6    | Leonel Manzano       | USA  | 3.37,00 | Q         |
| 7    | Florian Carvalho     | FRA  | 3.37,05 | q, SB     |
| 8    | Mohamed Moustaoui    | MAR  | 3.37,41 | q         |
| 9    | Ryan Gregson         | AUS  | 3.38,54 | q         |
| 10   | Belal Mansoor Ali    | BRN  | 3.38,69 | q         |
| 11   | Yegor Nikolayev      | RUS  | 3.38,92 | q, SB     |
| 12   | Álvaro Rodríguez     | ESP  | 3.41,54 |           |
| 13   | Teklit Teweldebrhan  | ERI  | 3.42,88 |           |
| 14   | Mamadou Barry        | GUI  | 4.05,08 |           |
| 15   | Rabiou Guero Gao     | NIG  | 4.05,46 |           |

Heat 2
| Rang | Naam                    | Land | Tijd    | Opmerking  |
| ---- | ----------------------- | ---- | ------- | ---------- |
| 1    | İlham Tanui Özbilen     | TUR  | 3.39,70 | Q          |
| 2    | Silas Kiplagat          | KEN  | 3.39,79 | Q          |
| 3    | Nathan Brannen          | CAN  | 3.39,95 | Q          |
| 4    | Andrew Baddeley         | GBR  | 3.40,34 | Q          |
| 5    | Andrew Wheating         | USA  | 3.40,92 | q          |
| 6    | David Bustos            | ESP  | 3.41,34 |            |
| 7    | Dmitrijs Jurkevičs      | LAT  | 3.41,40 |            |
| 8    | Dawit Wolde             | ETH  | 3.41,81 |            |
| 9    | Niclas Sandells         | FIN  | 3.42,67 |            |
| 10   | Jamale Aarrass          | FRA  | 3.45,13 |            |
| 11   | Mohamed Mohamed         | SOM  | 3.46,16 |            |
| 12   | Nabil Mohammed Al-Garbi | YEM  | 3.55,46 | SB         |
| –    | Mohammed Shaween        | KSA  | 3.39,42 | Q, SB, DSQ |
| –    | Hamza Driouch           | QAT  | 3.39,67 | Q, DSQ     |
|      | Amine Laâlou            | MAR  | DNS     |            |

Heat 3
| Rang | Naam                | Land | Tijd    | Opmerking |
| ---- | ------------------- | ---- | ------- | --------- |
| 1    | Nick Willis         | NZL  | 3.40,92 | Q         |
| 2    | Abdalaati Iguider   | MAR  | 3.41,08 | Q         |
| 3    | Yoann Kowal         | FRA  | 3.41,12 | Q         |
| 4    | Henrik Ingebrigtsen | NOR  | 3.41,33 | Q         |
| 5    | Matthew Centrowitz  | USA  | 3.41,39 | Q         |
| 6    | Carsten Schlangen   | GER  | 3.41,51 | Q         |
| 7    | Diego Ruiz          | ESP  | 3.41,52 |           |
| 8    | Aman Wote           | ETH  | 3.41,67 |           |
| 9    | Nixon Chepseba      | KEN  | 3.42,29 | Bezwaar1  |
| 10   | Emad Noor           | KSA  | 3.42,95 |           |
| 11   | Eduar Villanueva    | VEN  | 3.43,11 |           |
| 12   | Andreas Vojta       | AUT  | 3.43,52 |           |
| 13   | Ciarán O'Lionaird   | IRL  | 3.48,35 | SB        |
| 14   | Samuel Vázquez      | PUR  | 3.49,19 |           |

1Nixon Chepseba tekende bezwaar aan tegen de uitslag omdat hij 300 meter voor de finish onrechtmatig tot vallen werd gebracht. Zijn bezwaar werd gehoord en Chepseba werd alsnog doorgelaten tot de halve finale.

### Halve finale
De eerste vijf lopers van iedere heat plaatsten zich direct voor de finale, evenals de twee tijdsnelsten.
Heat 1
| Rang | Naam                 | Land | Tijd    | Opmerking |
| ---- | -------------------- | ---- | ------- | --------- |
| 1    | Taoufik Makhloufi    | ALG  | 3.42,24 | Q         |
| 2    | Asbel Kiprop         | KEN  | 3.42,92 | Q         |
| 3    | Mekonnen Gebremedhin | ETH  | 3.42,93 | Q         |
| 4    | Leonel Manzano       | USA  | 3.42,94 | Q         |
| 5    | Henrik Ingebrigtsen  | NOR  | 3.43,26 | Q         |
| 6    | Mohamed Moustaoui    | MAR  | 3.43,33 |           |
| 7    | Yoann Kowal          | FRA  | 3.43,48 |           |
| 8    | Andrew Wheating      | USA  | 3.44,88 |           |
| 9    | Ross Murray          | GBR  | 3.44,92 |           |
| 10   | Ryan Gregson         | AUS  | 3.51,86 |           |
| –    | Mohammed Shaween     | KSA  | 3.43,39 | DSQ       |
| –    | Hamza Driouch        | QAT  | 3.49,40 | DSQ       |

Heat 2
| Rang | Naam                | Land | Tijd    | Opmerking |
| ---- | ------------------- | ---- | ------- | --------- |
| 1    | Abdalaati Iguider   | MAR  | 3.33,99 | Q, SB     |
| 2    | Silas Kiplagat      | KEN  | 3.34,60 | Q         |
| 3    | Nick Willis         | NZL  | 3.34,70 | Q         |
| 4    | Nixon Chepseba      | KEN  | 3.34,89 | Q         |
| 5    | Matthew Centrowitz  | USA  | 3.34,90 | Q, SB     |
| 6    | İlham Tanui Özbilen | TUR  | 3.35,18 | q         |
| 7    | Belal Mansoor Ali   | BRN  | 3.35,40 | q, SB     |
| 8    | Andrew Baddeley     | GBR  | 3.36,03 |           |
| 9    | Mohamed Al-Garni    | QAT  | 3.36,78 |           |
| 10   | Yegor Nikolayev     | RUS  | 3.37,28 | PB        |
| 11   | Carsten Schlangen   | GER  | 3.38,23 |           |
| 12   | Nathan Brannen      | CAN  | 3.39,26 |           |
| 13   | Florian Carvalho    | FRA  | 3.40,61 |           |

### Finale
| Rang   | Naam                 | Land | Tijd    | Opmerking |
| ------ | -------------------- | ---- | ------- | --------- |
| Goud   | Taoufik Makhloufi    | ALG  | 3.34,08 |           |
| Zilver | Leonel Manzano       | USA  | 3.34,79 | SB        |
| Brons  | Abdalaati Iguider    | MAR  | 3.35,13 |           |
| 4      | Matthew Centrowitz   | USA  | 3.35,17 |           |
| 5      | Henrik Ingebrigtsen  | NOR  | 3.35,43 | NR        |
| 6      | Mekonnen Gebremedhin | ETH  | 3.35,44 |           |
| 7      | Silas Kiplagat       | KEN  | 3.36,19 |           |
| 8      | İlham Tanui Özbilen  | TUR  | 3.36,72 |           |
| 9      | Nick Willis          | NZL  | 3.36,94 |           |
| 10     | Belal Mansoor Ali    | BRN  | 3.37,98 |           |
| 11     | Nixon Chepseba       | KEN  | 3.39,04 |           |
| 12     | Asbel Kiprop         | KEN  | 3.43,83 |           |